# Corades albomaculata
Corades albomaculata är en fjärilsart som beskrevs av Otto Staudinger 1888. Corades albomaculata ingår i släktet Corades och familjen praktfjärilar. Inga underarter finns listade i Catalogue of Life.